# Bebe Rexha
Bleta Rexha (phát âm tiếng Albania: [ˈblɛta ˈɾɛdʒa]; sinh ngày 30 tháng 8 năm 1989), có nghệ danh là Bebe Rexha (/ˈbiːbi ˈrɛksə/ BEE-bee REK-sə), là một nữ ca sĩ, người viết bài hát và nhà sản xuất thu âm người Mỹ gốc Albania. Cô bắt đầu nổi tiếng khi tham gia hợp tác với nhiều nghệ sĩ khác, như trong đĩa đơn "Me, Myself & I" (với G-Eazy), "Hey Mama" và "I'm Good (Blue)" (với David Guetta), "In the Name of Love" (với Martin Garrix) và nhiều bài hát khác cùng với Cash Cash và Louis Tomlinson.
Cô đồng thời cũng sáng tác nhiều bài hát được trình bày bởi nhiều nghệ sĩ nổi tiếng khác, ví dụ như đĩa đơn "The Monster" của Eminem và Rihanna, và nhiều bài hát của Selena Gomez, Iggy Azalea, Nick Jonas cũng nằm trong số đó. Vào năm 2015, cô cho ra mắt đĩa mở rộng độc tấu đầu tiên của cô, I Don't Wanna Grow Up. Vào tháng 10 năm 2016, cô phát hành đĩa đơn "I Got You", là đĩa đơn đầu tiên từ đĩa mở rộng All Your Fault: Pt. 1. Tháng 8 năm 2017, EP thứ ba của cô, All Your Fault: Pt. 2 được phát hành, cho ra đời đĩa đơn hit "Meant to Be" với bộ đôi nhóm nhạc đồng quê Florida Georgia Line.

## Cuộc sống đầu đời
Bleta Rexha được sinh ra vào ngày 30 tháng 8 năm 1989, ở Brooklyn, New York, có cha mẹ là người dân tộc Albania thiểu số. Cha cô, Flamur Rexha, một người mang quốc tịch Albania sinh ra ở Debar, khi nó còn thuộc Nam Tư, di cư sang Mỹ năm 21 tuổi, và mẹ cô, Bukurije Rexha, được sinh ra ở Mỹ. Cả gia đình cô đều có nguồn gốc từ Gostivar. (Debar và Gostivar đều là một phần lãnh thổ của Cộng hòa Macedonia ngày nay.) Trong tiếng Albania, Bleta có nghĩa là "ong" (bee); căn cứ vào đó, Rexha tự đặt một nickname "Bebe" cho mình, là một phần của nghệ danh của cô. Bleta và gia đình chuyển đến sinh sống ở đảo Staten, New York, khi cô lên 6.
Khi cô còn học tiểu học, Rexha đã luyện tập kèn trumpet được hơn 9 năm. Cô tự dạy bản thân cách chơi guitar và piano. Rexha đã theo học trường Trung học Tottenville, đảo Staten,  nơi cô đã tham gia đóng rất nhiều nhạc kịch. Cô đồng thời cũng tham gia dàn hợp xướng của trường khi đang học trung học. Sau khi tham gia dàn hợp xướng, cô đã khám phá ra rằng giọng của cô là giọng Coloratura soprano.
Khi còn thiếu niên, Rexha gửi một bài hát mà cô sẽ biểu diễn tại sự kiện "Grammy Day" được tổ chức hằng năm của Viện hàn lâm Khoa học và Nghệ thuật Thu âm Quốc gia. Rexha nhận được giải thưởng "Người Viết Bài Hát Tuổi Teen Tốt Nhất", đánh bại khoảng 700 thí sinh khác. Kết quả, cô kí hợp đồng với một người chiêu mộ tài năng tên Samantha Cox, người đã động viên Rexha nên đăng kí các lớp học viết nhạc ở Thành phố New York.

## Sự nghiệp

### 2010–2016: Khởi đầu sự nghiệp &I Don't Wanna Grow Up
Vào năm 2010, Rexha gặp nghệ sĩ chơi bass tên Pete Wentz, người mà sau này cô cùng làm việc tại một studio thu âm ở New York. Cô đã rốt cuộc sẽ trở thành một thành viên và là giọng ca chính của dự án thử nghiệm mới của Wentz về một ban nhạc, gọi là Black Cards. Ban nhạc đã biểu diễn được khá nhiều live show và đã phát hành một vài đĩa đơn và remix. Tuy nhiên, vào tháng 1 năm 2012, Wentz đã tuyên bố rằng Rexha đã rời khỏi ban nhạc để theo đuổi mục tiêu nỗ lực khác của riêng mình.

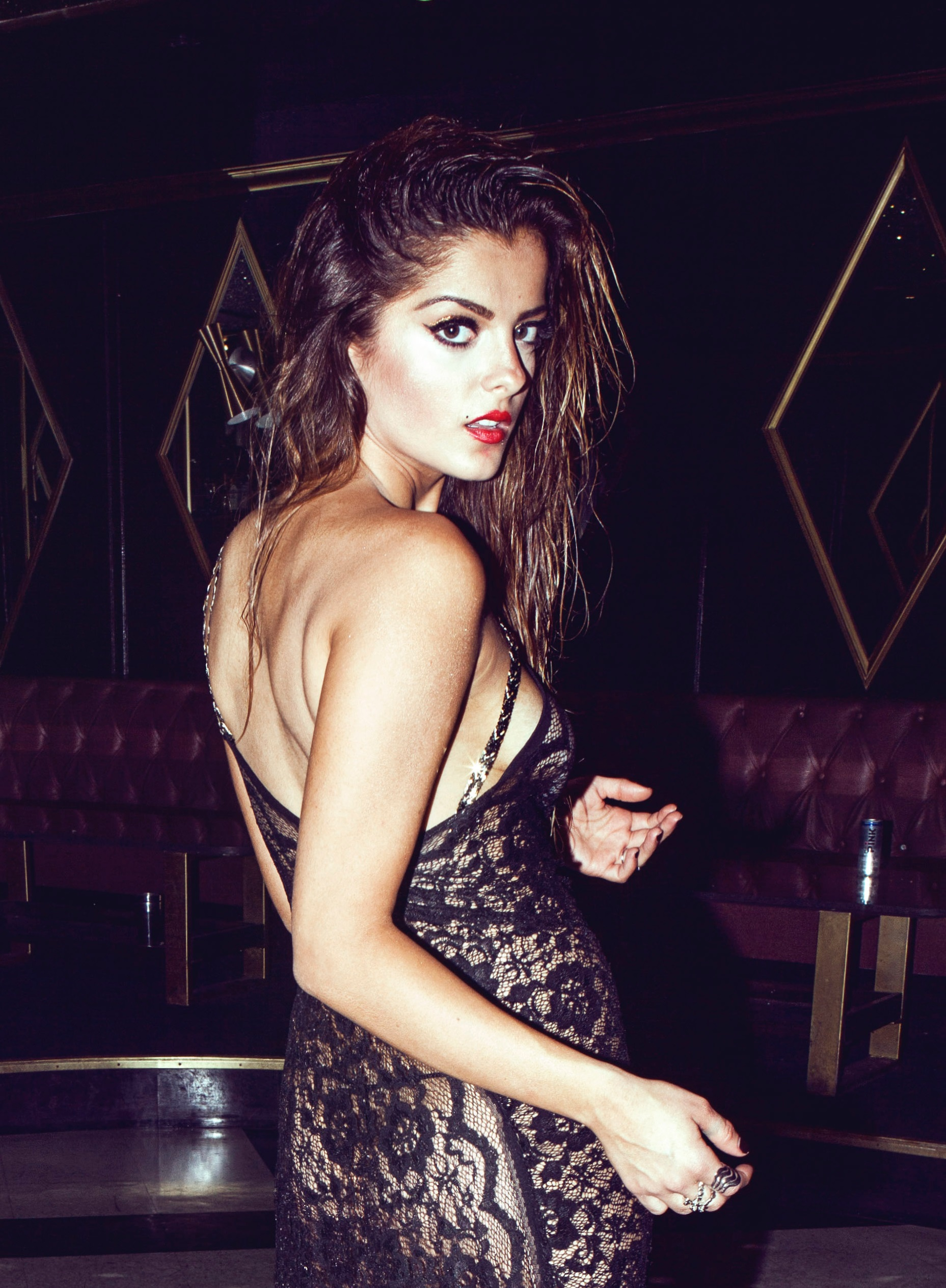
Bebe Rexha vào năm 2014.

Vào năm 2013, Rexha ký hợp đồng với Warner Bros. Records với tư cách là một nghệ sĩ solo. Rexha đã bắt đầu công việc viết một số bài hát, chẳng hạn như "Like a Champion" của Selena Gomez, hay "Glowing" của Nikki Williams. Nỗ lực sáng tác nổi bật nhất của cô vào năm 2013 là bài hát "The Monster" của Eminem và Rihanna, được phát hành dưới dạng đĩa đơn thứ tư của Eminem nằm trong album The Marshall Mathers LP 2 của anh. Bài hát lại tiếp tục đứng đầu bảng xếp hạng Billboard Hot 100 và danh sách "Những Bài Hát Hip-Hop/R&B Hot Nhất" của Billboard. Cùng năm đó, Rexha cũng viết và góp mặt trong đĩa đơn "Take Me Home" của Cash Cash.
Vào ngày 21 tháng 3 năm 2014, Rexha cho ra mắt đĩa đơn đầu tay của cô, mang tên "I Can't Stop Drinking About You". Bài hát vươn lên vị trí thứ 22 trong bảng xếp hạng Top Heatseekers của Billboard. Video âm nhạc chính thức được phát hành vào ngày 12 tháng 8 năm 2014. Video được lấy cảm hứng từ những hình ảnh của các bộ phim như Girl, Interrupted hay Melancholia. Vào tháng 11 năm 2014, Rexha được góp mặt trong bài hát "This Is Not a Drill" của rapper Pitbull. vào tháng 9 năm 2014, cô đã được chọn là "Nghệ sĩ của Tháng của Elvis Duran" và được xuất hiện trên một chương trình truyền hình của kênh Today, dẫn bởi Kathy Lee Gifford và Hoda Kotb. Cô đồng thời cũng biểu diễn trực tiếp đĩa đơn "I Can't Stop Drinking About You" của cô ở đây.
Vào tháng 12 năm 2014, Rexha cho ra mắt thêm hai đĩa đơn nữa, "I'm Gonna Show You Crazy" và "Gone". Vào ngày 12 tháng 5 năm 2015, cô ra mắt đĩa mở rộng đầu tay, có tựa đề I Don't Wanna Grow Up bởi hãng thu âm Warner Bros. Records. Cô đồng thời đồng sáng tác và góp mặt trong đĩa đơn "Hey Mama" của David Guetta, cùng với Nicki Minaj và Afrojack. Bài hát vươn lên đứng vị trí thứ 8 trong Billboard Hot 100 và có hơn 1,1 triệu lượt tải về vào tháng 6 năm 2015. Bài hát không phải là của Rexha, mặc dù cô có hát phần điệp khúc và góp mặt như là một giọng hát nền. Vào tháng 6 năm 2015, cô cuối cùng cũng đã được tín dụng vì nỗ lực công lao của cô.

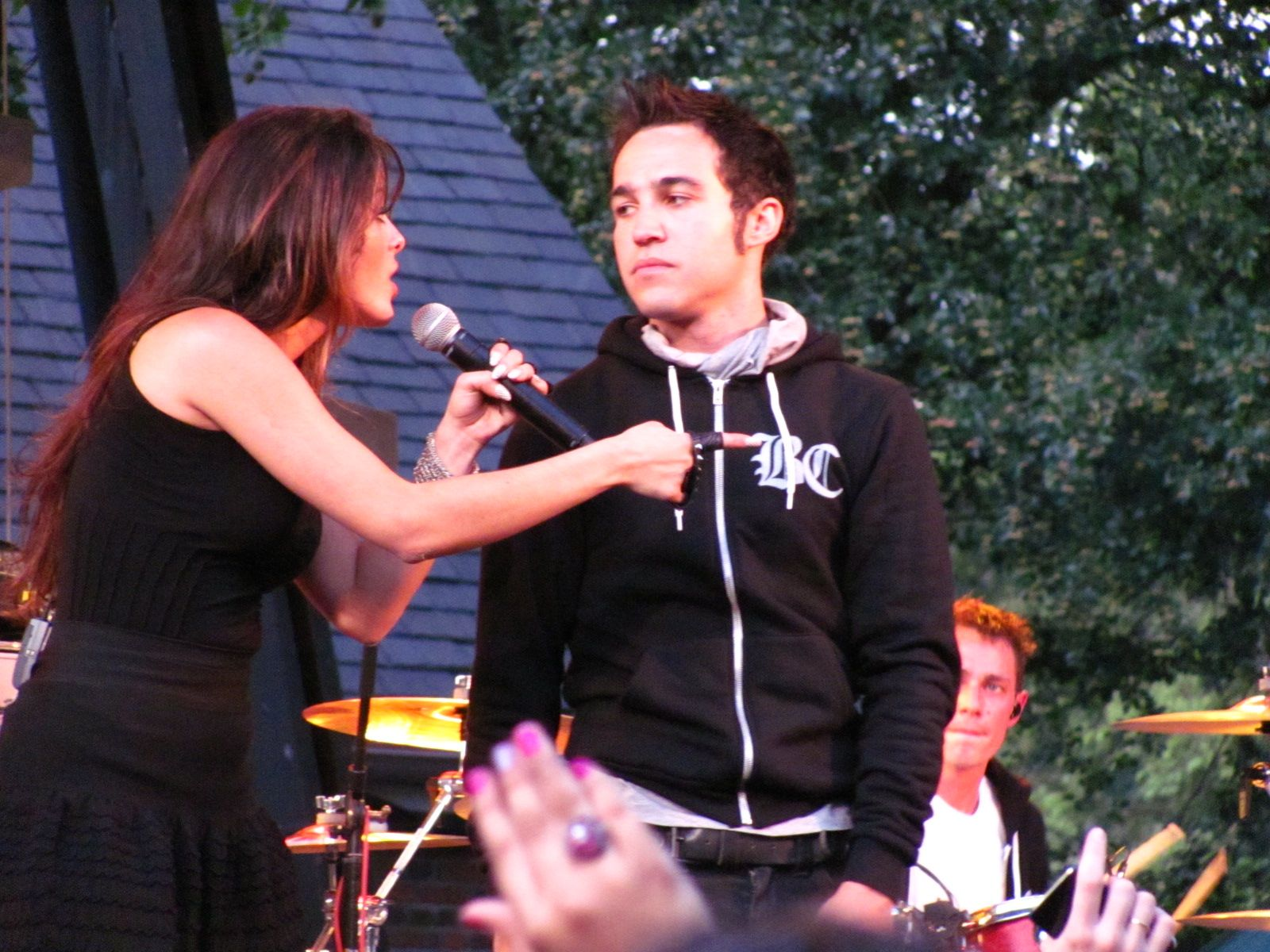
Bebe Rexha và Pete Wentz biểu diễn tại Rumsay Playfield, vào ngày 1 tháng 9 năm 2011.

Vào tháng 10 năm 2015, Rexha đồng sáng tác và góp mặt trong bài hát "Me, Myself & I" của G-Eazy. Bài hát giành lấy vị trí thứ 7 trên bảng xếp hạng Billboard Hot 100 và đứng đầu bảng xếp hạng Billboard Pop Songs. Ban đầu, bài hát được đặt tên là "I Don't Need Anything" và dự định sẽ là một bài hát của chỉ một mình Rexha. Nhưng thay vào đó, cô lại đem ý tưởng này nói với G-Eazy và được góp mặt trong phần điệp khúc của bài hát.
Rexha đã gặp quản lý của Nicki Minaj, Gee Roberson, và hỏi liệu Nicki có muốn đóng góp gì đó cho một bài hát mới hay không. Vào tháng 3 năm 2016, Rexha ra mắt single của cô, "No Broken Hearts" với sự tham gia góp mặt của Nicki Minaj. Vào tháng 4 năm 2016, video âm nhạc chính thức được phát hành và có Dave Meyer làm đạo diễn. Video đã có được tổng cộng hơn 220 triệu lượt xem trên YouTube.
Vào ngày 29 tháng 7 năm 2016, Rexha và DJ kiêm nhà sản xuất thu âm người Hà Lan Martin Garrix cho ra mắt đĩa đơn "In the Name of Love" của họ. Nó đã giành được vị trí thứ 24 trên bảng xếp hạng Billboard Hot 100 của Mỹ, vị trí thứ 4 trên bảng xếp hạng Hot Dance/Electronic Songs và lọt vào top 10 bài hát ở một số quốc gia, bao gồm Anh Quốc, Canada, Úc, Ý và New Zealand. Video âm nhạc của bài hát được phát hành vào ngày 23 tháng 8 năm 2016 trên kênh YouTube chính thức của Martin Garrix.
Vào ngày 6 tháng 11 năm 2016, Rexha dẫn chương trình tại MTV EMAs 2016, được tổ chức ở Rotterdam, Hà Lan. Cô đã biểu diễn nhiều bài hát ở đây thâu đêm, ví dụ như đĩa đơn "I Got You" của cô.

### 2017–nay:All Your Fault
Vào ngày 28 tháng 10 năm 2016, Rexha ra mắt "I Got You", ban đầu dự định thuộc về album All Your Fault. Đĩa đơn này của cô giành được vị trí thứ 17 trên bảng xếp hạng Billboard Pop Songs và vị trí thứ 43 trên Billboard Hot 100. Video âm nhạc đã được phát hành vào ngày 6 tháng 1 năm 2017 và đã đạt được 50 triệu lượt xem trong 4 tuần đầu ra mắt, và có tổng cộng hơn 200 triệu lượt xem trên YouTube. Từ một album thu âm đầy đủ thành một dự án đĩa mở rộng, làm cho "I Got You" trở thành đĩa đơn đầu tiên và duy nhất trong All Your Fault: Pt. 1, ra mắt vào ngày 17 tháng 2 năm 2017. đĩa mở rộng đứng ở vị trí thứ 51 trên Billboard 200. Vào tháng 3 năm 2017, Rexha bắt đầu chuyến lưu diễn độc tấu đầu tiên của cô, quảng cáo đĩa mở rộng ở khắp Bắc Mỹ và châu Âu, có tên là All Your Fault Tour, với tổng cộng 29 ngày lưu diễn ở Dallas.

Vào tháng 5 năm 2017, Bebe Rexha: The Ride được phát sóng trên MTV. Chương trình là một bộ phim tài liệu khám phá những khoảnh khắc thay đổi cuộc đời của Rexha và hành trình cô trở thành một ngôi sao.

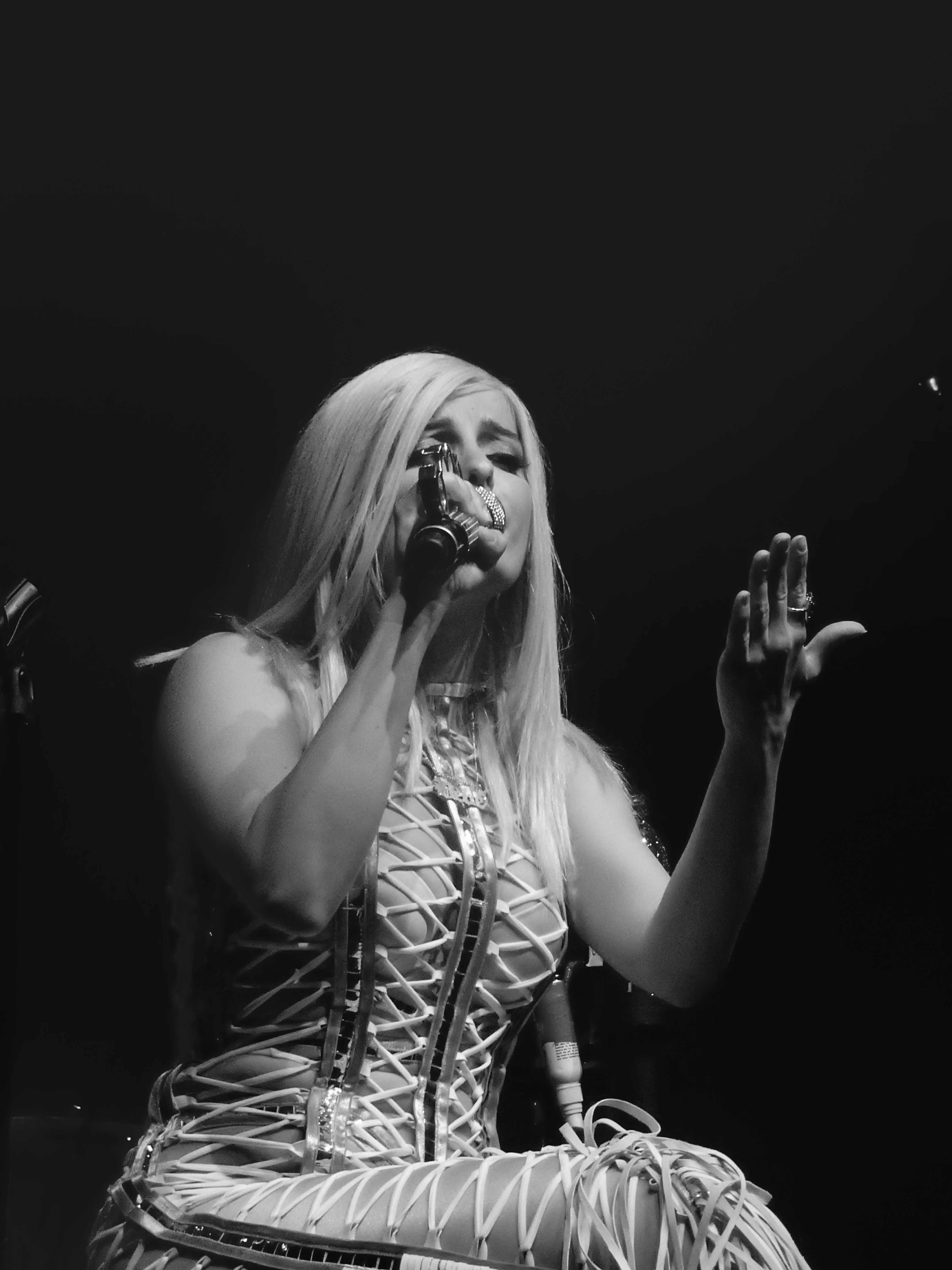
Bebe Rexha biểu diễn tại KOKO Luân Đôn, Luân Đôn, vào ngày 18 tháng 5 năm 2017.

"The Way I Are (Dance with Somebody)" với sự góp mặt của Lil Wayne được ra mắt như là đĩa đơn đầu tiên trong All Your Fault: Pt. 2 vào ngày 19 tháng 5 năm 2017. Vào ngày 12 tháng 6, Rexha biểu diễn bài hát này tại buổi họp báo Ubisoft E3, trước khi công bố Just Dance 2018, nơi mà bài hát sẽ xuất hiện, ra mắt. đĩa mở rộng thứ hai, tức là một phần của dự án, ra mắt vào ngày 11 tháng 8 năm 2017. Để hỗ trợ cho đĩa mở rộng này và album đầu tay của Marc E. Bassy, Rexha bắt tay vào chuyến lưu diễn thứ hai tại Mỹ, the Bebe & Bassy Tour cùng với ca sĩ và nhà viết nhạc người Mỹ Marc E. Bassy vào tháng 10 năm 2017. Chuyến lưu diễn này đã nhanh chóng bị hoãn lại cho đến năm 2018 do một bệnh lây nhiễm làm cho Rexha phải đặt ra một chế độ nghỉ ngơi cho giọng hát của cô một cách nghiêm khắc. Vào ngày 23 tháng 10 năm 2017, bài hát "Meant to Be" với sự góp mặt của Florida Georgia Line được ra mắt như là đĩa đơn thứ hai từ đĩa mở rộng, và video âm nhạc chính thức của nó cũng được ra mắt cùng ngày.
Vào ngày 11 tháng 7 năm 2017, Rexha hát quốc ca Mỹ tại Giải Bóng chày All-Star Game do Liên đoàn Bóng chày Mỹ tổ chức tại sân bóng chày Marlins Park, Miami, Florida.
Vào ngày 21 tháng 7 năm 2017, Rexha góp mặt trong đĩa đơn solo đầu tiên, "Back to You" của cựu thành viên nhóm One Direction, Louis Tomlinson với tư cách là một nghệ sĩ khách mời cùng với Digital Farm Animals, người đã góp phần sản xuất ra bài hát. Bài hát xếp hạng thứ 40 trên Billboard Hot 100.
Vào tháng 11 năm 2017, Rexha tuyên bố rằng cô đang làm việc cho album đầu tay của cô, có tựa đề Expectations, sẽ được ra mắt vào năm 2018.

## Danh sách đĩa nhạc

### Đĩa mở rộng
- I Don't Wanna Grow Up (2015)
- All Your Fault: Pt. 1 (2017)
- All Your Fault: Pt. 2 (2017)
- Expectations (2018)

## Phim ảnh

### Truyền hình
| Chương trình truyền hình     | Năm  | Vai trò             | Mô tả |
| ---------------------------- | ---- | ------------------- | --- |
| Giải âm nhạc châu Âu của MTV | 2016 | Dẫn chương trình    | Giải Âm nhạc châu Âu của MTV là một sự kiện được trình bày bởi MTV Networks Châu Âu, trao giải thưởng cho nhạc sĩ và nghệ sĩ biểu diễn                    |
| Bebe Rexha: The Ride         | 2017 | Bản thân cô         | Phim tài liệu khám phá về những khoảnh khắc thay đổi cuộc đời của Rexha                                                                                   |
| Pitch Battle                 | 2017 | Khách mời Giám khảo | Cuộc thi có các nhóm nhạc đối đầu với nhau, lấy cảm hứng từ Pitch Perfect                                                                                 |
| A Christmas Story Live!      | 2017 | Nghệ sĩ biểu diễn   | Một chương trình truyền hình về âm nhạc được phát sóng trực tiếp, lấy cảm hứng từ một bộ phim cùng tên và cuốn sách A Christmas Story: The Musical (2012) |

## Giải thưởng và đề cử
| Năm  | Sự kiện                             | Giải thưởng                             | Nỗ lực được đề cử     | Kết quả   |
| ---- | ----------------------------------- | --------------------------------------- | --------------------- | --------- |
| 2015 | Giải thưởng Teen Choice Awards      | Hợp tác tốt nhất                        | "Hey Mama"            | Đề cử     |
| 2015 | Giải thưởng âm nhạc châu Âu của MTV | Hợp tác tốt nhất                        | "Hey Mama"            | Đề cử     |
| 2015 | Giải Video âm nhạc của MTV          | Bài hát của mùa hè                      | "Hey Mama"            | Đề cử     |
| 2015 | Giải Âm nhạc NRJ                    | Video âm nhạc của năm                   | "Hey Mama"            | Đề cử     |
| 2016 | Giải Âm nhạc iHeartRadio            | Bài hát Dance của năm                   | "Hey Mama"            | Đề cử     |
| 2016 | Giải thưởng Âm nhạc Billboard       | Bài hát Dance/Điện tử đứng đầu top      | "Hey Mama"            | Đề cử     |
| 2016 | Giải BMI Luân Đôn                   | Bài hát thắng giải                      | "Hey Mama"            | Đoạt giải |
| 2016 | Giải BMI Luân Đôn                   | Giải thưởng Bài hát Dance               | "Hey Mama"            | Đoạt giải |
| 2016 | Giải thưởng BMI Pop                 | Bài hát thắng giải                      | "Hey Mama"            | Đoạt giải |
| 2016 | Giải thưởng Nhạc Dance quốc tế      | Bài hát Rap/Hip Hop/Trap Dance hay nhất | "Hey Mama"            | Đoạt giải |
| 2016 | Giải Âm nhạc châu Âu của MTV        | Nghệ sĩ mới xuất sắc nhất               | Bebe Rexha            | Đề cử     |
| 2016 | Giải Âm nhạc châu Âu của MTV        | Nghệ sĩ đột phá nhất                    | Bebe Rexha            | Đề cử     |
| 2016 | Giải Âm nhạc châu Âu của MTV        | Ngoại hình ấn tượng nhất                | Bebe Rexha            | Đề cử     |
| 2016 | Bravo Otto                          | Nữ ca sĩ tài năng                       | Bebe Rexha            | Đề cử     |
| 2017 | Giải thưởng WDM Radio               | Bài hát hay nhất toàn cầu               | "In the Name of Love" | Đề cử     |

## Lưu diễn

### Trình diễn chính
- All Your Fault Tour (2017)
- Bebe & Bassy Tour (2017-2018)

### Đồng trình diễn
- Warped Tour (2015)[65]

### Trình diễn mở màn
- Nick Jonas – Nick Jonas: Live in Concert (2015)[66]
- Ellie Goulding – Delirium World Tour (2016)[67]
- Bruno Mars – 24K Magic World Tour (2018)[68]
- Katy Perry – Witness: The Tour (2018)[69]
- Jonas Brothers - Happiness Begins Tour (2019)